# Gingins
Gingins (toponimo francese) è un comune svizzero di 1 210 abitanti del Canton Vaud, nel distretto di Nyon.

## Storia

### Simboli
Nella parte superiore dello scudo, adottato nel 1948, è riprodotto il blasone della nobile famiglia dei Gingins, che tenne questa signoria per più di sei secoli ed ebbe un importante ruolo storico nella regione. Nella parte inferiore, le due alabarde rievocano la battaglia di Gingins del 1535, preludio alla conquista bernese che durerà fino al 1798.

## Monumenti e luoghi d'interesse
- Chiesa riformata di San Lorenzo[1];

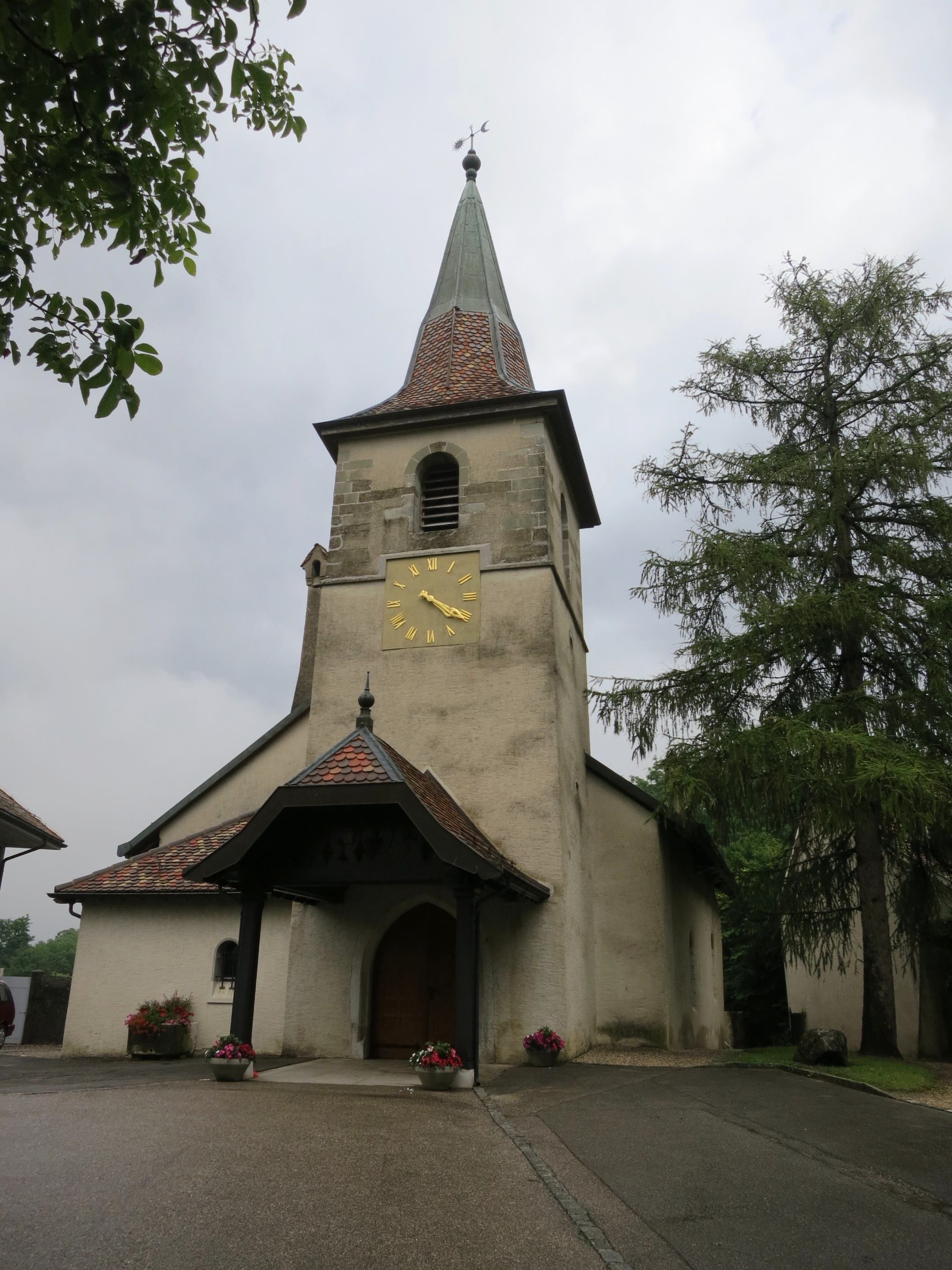
La chiesa di San Lorenzo

- Castello di Gingins, eretto nel 1440[1].

## Società

### Evoluzione demografica
L'evoluzione demografica è riportata nella seguente tabella:
Abitanti censiti

## Amministrazione
Ogni famiglia originaria del luogo fa parte del cosiddetto comune patriziale e ha la responsabilità della manutenzione di ogni bene ricadente all'interno dei confini del comune.